# محمود علي (مازو)
محمود علي (بالفارسية: محمودعلی) هي قرية تقع في قسم مازو الريفي، بمقاطعة أنديمشك التابعة لمحافظة خوزستان، إيران. يقدر عدد سكانها بـ 109 نسمة حسب الإحصاء السكاني الذي تمّ في عام 2006.